# Armoiries de la Turquie

Le croissant et l'étoile turcs sont présents sur les passeports.

Le blason de la Turquie est de forme ovale et possède un fond de gueules avec un croissant (demi-lune) et une étoile d'argent.
Il n'est utilisé que pour la diplomatie internationale. Il s'inspire des armoiries de l'Empire ottoman.

Premier et dernier blason officiel de la Turquie en 1925.